# Lucio Volusio Saturnino (console 12 a.C.)
Lucio Volusio Saturnino (in latino Lucius Volusius Saturninus; Lucus Feroniae, 60 a.C. circa – 20) è stato un magistrato e militare romano, console dell'Impero romano.

## Biografia

### Origini familiari
Saturnino discendeva da una famiglia antica con ogni probabilità originaria di Lucus Feroniae in Etruria (dove i Volusii Saturnini avevano diversi possedimenti) ma mai prima di lui ascesa oltre la pretura.
Saturnino era figlio di Quinto Volusio Saturnino, grande amico e collaboratore di Cicerone, assai ricco, molto versato in giurisprudenza e oratore di una certa importanza in quanto discepolo dell'Arpinate, prefetto dell'Arpinate durante il suo governatorato in Cilicia e in seguito sicuramente pretore in una data sconosciuta dopo il 50, e probabilmente di una altrimenti ignota Claudia, sorella di Tiberio Claudio Nerone. Ciò fa di Saturnino il cugino paterno del futuro princeps Tiberio e di Druso maggiore.

### Carriera
Saturnino, nato attorno al 60 a.C., fu senza dubbio membro del collegio dei septemviri epulonum, ma non sono note altre cariche prima del consolato. Questo fu assunto da Saturnino nell'agosto del 12 a.C., quando, al fianco di Gaio Caninio Rebilo, che rimpiazzò Gaio Valgio Rufo, sostituì come suffetto l'abdicante Publio Sulpicio Quirinio. A causa della morte in carica del collega Rebilo in autunno, Saturnino concluse il proprio consolato come console unico, evidentemente per breve tempo.
Dopo il consolato, Saturnino fu scelto come triumvir centuris equitum legendis con potere censorio: tale carica testimonia senza dubbio una grande vicinanza e amicizia con Augusto.
Dopo i canonici cinque anni di intervallo dal consolato, Saturnino, nel 7-6 o 6-5 a.C., fu eletto proconsole d'Africa in sostituzione di Publio Quintilio Varo. Qualche anno più tardi, tra 4 e 6 d.C. fu invece nominato da Augusto legatus Augusti pro praetore della provincia di Siria, per raggiungere la quale passò per l'isola di Delo dove gli fu eretta una statua. Sicuramente, nonostante il silenzio delle fonti, Saturnino dovette sovrintendere alla rimozione di Erode Archelao dai suoi possedimenti ereditati dal padre Erode il Grande e all'incameramento di questi nella provincia siriana.

### Patrimonio, discendenza e morte

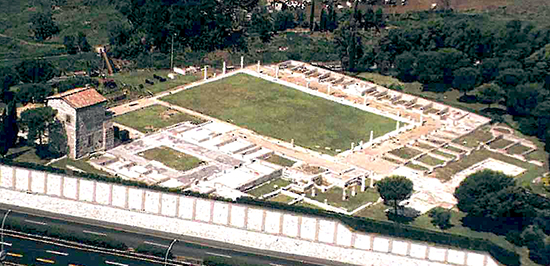
Veduta panoramica della Villa dei Volusii Saturnini.

Primus adcumulator opum quis domus illa immensum viguit, Saturnino dovette contribuire fortemente all'accrescimento del già cospicuo patrimonio familiare, tanto che il nome dei Volusii divenne quasi proverbiale come sinonimo di ricchezza. Legati al nome della sua famiglia, anche se non necessariamente fatti costruire da lui, sono i romani Horti Volusiani, ancora saldi alla metà del III secolo, l'augustea Insula Volusiana presso il Foro Boario, sede di granai e locande, e la sontuosa Villa dei Volusii Saturnini a Lucus Feroniae, già in costruzione alla metà del I secolo a.C., dove si coltivavano viti e ulivi i cui prodotti venivano facilmente trasportati a Roma via Tevere e in tutta Italia. Numerosi dovevano essere anche gli schiavi della famiglia, tanto a Roma quanto nei possedimenti agricoli.
Dedicatario di un'epigrafe in onore di un membro della famiglia imperiale nel 4-3 a.C. e di un tempio del divo Augusto nella nativa Lucus Feroniae tra 14 e 20 d.C., lo stesso Saturnino fu onorato, oltre che con una statua nella città di Parium in Misia probabilmente in occasione di un viaggio, con una imponente statua equestre al centro del foro di Lucus Feroniae.
Sposato con Nonia Polla, figlia del console del 36 a.C. Lucio Nonio Asprenate, Saturnino ebbe da lei due figli: Lucio Volusio Saturnino, console suffetto nel 3 d.C., e Volusia Saturnina, che andò in sposa a Marco Lollio, figlio dell'omonimo console del 21 a.C. Sembra poi che Saturnino abbia avuto una seconda moglie di nome Cornelia, ma le fonti al riguardo sono piuttosto incerte.
Alla fine del 20 d.C., Saturnino morì, e Tacito gli riserva, in quanto vir insignis, un bel necrologio:
(Tacito, Annales, III, 30, 1.)